# Reforma Athletic Club
Reforma Athletic Club is een Mexicaanse voetbalclub uit Mexico-Stad. 

## Geschiedenis
De club werd in 1894 opgericht door Engelse migranten. Aanvankelijk werd er voornamelijk cricket en tennis gespeeld. Rond de eeuwwisseling kreeg de club er ook een voetbalafdeling bij. In 1902 nam de club deel aan het allereerste kampioenschap van de Liga Mexicana, een amateurcompetitie, die hoewel het geen landelijke competitie was wel beschouwd wordt als de nationale competitie van de begindagen. De eerste wedstrijd werd verloren van Orizaba AC, de uiteindelijke kampioen. Reforma werd tweede. In 1906 werd de club voor het eerst landskampioen. Hierna zouden nog vijf titels volgen. In 1914 kreeg de club het moeilijk omdat vele spelers, die Britse migranten waren, terugkeerden naar hun vaderland om daar ten strijde te trekken na het uitbreken van de Eerste Wereldoorlog. Dit werd ook de doodsteek voor British Club, waar Reforma een vriendschappelijke relatie mee had. In 1920 werd de club nieuw leven ingeblazen door de strijders die na de oorlog terugkeerden en vanaf nu speelden er ook Mexicanen mee die in Mexico geboren werden maar wel nog Britse ouders hadden. Op 6 juli 1924 speelde de club zijn laatste wedstrijd tegen CF Aurrerá en werd daarna ontbonden.
In 1948 werd de club opnieuw opgericht en ging in een amateurliga spelen waar de club nog steeds actief is. 

## Erelijst
Landskampioen
1906, 1907, 1909, 1910, 1911, 1912
Beker van Mexico
1909, 1910